# Saskia Holleman
Saskia Holleman (Leeuwarden, 20 mei 1945 – Amsterdam, 10 juni 2013) was een Nederlands fotomodel, actrice en advocate. Ze werd in brede kring bekend door een PSP-verkiezingsaffiche.

## Biografie
Saskia Holleman zat in Rijswijk (Zuid-Holland) op school toen haar talent voor acteren al duidelijk werd. Na haar eindexamen ging ze naar de Akademie voor Kleinkunst, waar ze echter in 1967 wegens opstandig gedrag jegens de docenten werd weggestuurd. In hetzelfde jaar had ze een rolletje in de debuutfilm van Martin Scorsese, I call first. Ze figureerde daarna in diverse Nederlandse producties.
Holleman werkte op 4 augustus 1970 mee aan een fotoshoot voor Sekstant, het blad van de NVSH. In een weiland maakte Hendrik-Jan Koldeweij 150 foto's van een blote Holleman. In 1971 werd een van deze foto's gebruikt voor een – legendarisch geworden – verkiezingsposter van de Pacifistisch-Socialistische Partij; kortweg PSP. Dit gebeurde echter buiten medeweten van Holleman. Zij dreigde naar de rechter te stappen, maar de zaak werd voor 1250 gulden afgekocht. De poster leidde tot Kamervragen. De PSP verloor bij de verkiezingen de helft van haar Kamerzetels.
In 1972 speelde Holleman de hoofdrol in de Nederlandse versie van de hippiemusical Hair, tot ze haar been brak.
Na haar studie rechten (1978) werkte Holleman 31 jaar als strafrechtadvocate, gespecialiseerd in 'de schlemielen van de kleine criminaliteit'. In de jaren tachtig was Holleman bestuurslid voor Nederland van Women’s World Banking, een organisatie die microkredieten gaf aan vrouwen in de Derde Wereld.
In 2011 werd de PSP-affiche door de bezoekers van de tentoonstelling De kiezer verleid verkozen tot "beste verkiezingsposter sinds 1918". Reeds ernstig ziek poseerde ze voor het affiche dat haar in Nederland beroemd had gemaakt. 
Sinds 1972 was zij de levenspartner van Peter Verstegen. Zij hadden geen kinderen.

### Films
- I call first van Martin Scorsese (1967), als meisje in een droom
- Wet Dreams van o.a. Lasse Braun en Jens Jørgen Thorsen (1974) (segment "The Happy Necrophiliacs" & "Another Wet Dream")

### Musicals
- Hair, 1972, vrouwelijke hoofdrol